# Al-Dżurat
Al-Dżurat (arab. الجورات) – miejscowość w Syrii, w muhafazie Aleppo. W 2004 roku liczyła 303 mieszkańców.